# ۱۰۱ سگ خالدار (فیلم ۱۹۹۶)
۱۰۱ سگ خالدار (به انگلیسی: 101 Dalmatians) فیلمی محصول سال ۱۹۹۶ به کارگردانی استیون هرک است. فیلم، اقتباسی لایو اکشن از فیلم انیمیشن محصول ۱۹۶۱ والت دیزنی با همین نام است که خود اقتباسی از رمان صد و یک سگ خالدار اثر دودی اسمیت در سال ۱۹۵۶ است. در این فیلم گلن کلوز، جف دانیلز، جولی ریچاردسون، هیو لوری، مارک ویلیامز، جان شاراپنل، تیم مک‌اینرنی، هیو فریزر، فرانک ولکر و دی بردلی بیکر بازی کردند.
در سال ۲۰۰۰ دنباله این فیلم با نام ۱۰۲ سگ خالدار ساخته شد.

## خلاصه داستان
یک زن بدذات چند توله سگ را برای استفاده از پوستشان می‌دزدد. طولی نمی‌کشد که عده‌ای از حیوانات برای انتقام گرفتن از این زن با هم همکاری می‌کنند و…

## بازیگران
- گلن کلوز در نقش کروئلا د ویل
- جف دانیلز در نقش راجر دیرلی
- جولی ریچاردسون در نقش آنیتا کمبل-گرین-دیرلی
- جوآن پلورایت در نقش نانی
- هیو لوری در نقش جاسپر
- مارک ویلیامز در نقش هوراس
- جان شاراپنل در نقش آقای اسکینر
- تیم مک‌اینرنی در نقش آلونزو
- هیو فریزر در نقش فردریک
- زورن وایس[۱] در نقش هربرت
- برایان کاپرون[۲] در نقش خبرنگار اخبار تلویزیونی
- فرانک ولکر در نقش پانگو و پردی (صدای موجودات)